# Kryvitjy
Kryvitjy (belarusiska: Крывічы) är en köping i Belarus. Den ligger i Minsks voblast, i den norra delen av landet, 90 km norr om huvudstaden Mіnsk. Kryvitjy ligger 173 meter över havet och antalet invånare är 1 232.

## Natur
Terrängen runt Kryvitjy är mycket platt. Trakten är glest befolkad. Det finns inga andra samhällen i närheten.